# 誦経者
誦経者（しょうけいしゃ）は、神品機密を経ない正教会の教衆であり、誦経の役割を務める者である。カトリック教会の読師に相当する。

## 誦経者・誦経奉仕者

### 職名
厳密に言えば、「誦経者」は主教による祝福である誦経者祝福式を経た者のみを指す職名であるが、こうした正式の誦経者を置く教会は極めて少ない。日本正教会に於いても全国で数名を数えるのみである。奉神礼上の誦経（しょうけい）は、各地教会の司祭の祝福により一般信徒でも勤める事が出来るので、正式の誦経者が不在であっても大きな不都合は生じない。
精確には、誦経を勤めている正式の誦経者祝福を経ていない一般信徒は「誦経奉仕者」と呼ぶが、日本正教会にあっても、通称としてこうした誦経奉仕者も「誦経者」と呼ぶのが一般的である。その役割については、正式の「誦経者」であっても「誦経奉仕者」であっても大差ないので、以下にまとめて記す。

### 役割
奉神礼での役割として、司祷者の指示に従って祈祷書の指定箇所を音読歌唱（誦経（しょうけい））する。通常は、奉神礼に日常的に参加している信徒が訓練を受けた後、誦経奉仕者としての祝福を司祭から得て誦経する。なお、誦経奉仕は一つの公祈祷に一名とは限らず、数名で務めても良い。
誦経者・誦経奉仕者は、奉神礼のことばや教えに親しむことで、軽やかで耳に親しい誦経の実現に努めるべきであるとされる。
祈祷書の指定箇所には、時課等における聖詠（詩篇）、晩課等でのパレミヤ（旧約）、ポロキメン、聖体礼儀における使徒経（使徒書簡）が含まれる。
稀ではあるが、誦経の訓練を受けた信徒が不足しているか不在の場合、神品が誦経の役割を担う場合もある。
誦経を担当する者が神品ではない場合、聖所と至聖所をつなぐイコノスタシスの扉は北門と南門を用い、中央の王門は用いない（但し神品であっても王門は奉神礼中の定められた時以外は通らず、誦経にあたる際にも王門を至聖所と聖所との通用門としては用いない）。

## 女性の誦経奉仕者

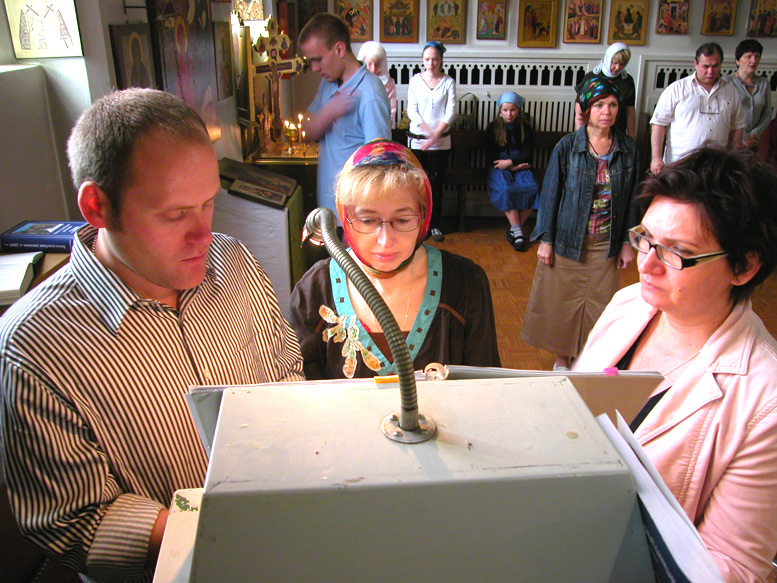
聖堂内、祈祷書・楽譜を置く台の前に、誦経と詠隊の任に当る複数人が同じ場所に集まっている例（デュッセルドルフの生神女庇護教会）。女性が含まれている。

正式の祝福を得る誦経者には女性は就けられないが、誦経奉仕者には男女を問わない。この為多くの教会で、参祷する男性信徒の少ない平日の祈りで、多くの女性が誦経奉仕の役割の大半を担っている。但しギリシャ正教会では女性の誦経奉仕者はあまり見られず（女子修道院では存在する）、日本正教会では誦経奉仕に占める女性の割合は、ロシア正教会の地方教会ほどには多くない。